# Rue du Change
La rue du Change, est une rue du centre-ville de Metz.

## Situation et accès
La rue se situe dans le quartier Metz-Centre.

## Origine du nom
Elle tire son nom des changeurs qui s'y étaient établis au XIIIe siècle.

## Historique
Cette voie qui était autrefois appelée « En Change au Vésigneuf », prit vers 1330 le nom de  « place du Change ».
Durant l'occupation de Metz, de 1870 à 1919 puis de 1940 à 1944, elle portait le nom de « Wechslerstrasse »
Des substructions romaines et des pierres sculptées ont été découvertes en août 1838.

## Bâtiments remarquables et lieux de mémoire
- Maison, 19 rue du Change : la façade et l'arcade sont inscrites au titre des monuments historiques par arrêté du 3 octobre 1929[4].
- Maisons 21, 23 rue du Change : les façades et les arcades sont inscrites au titre des monuments historiques par arrêté du 3 octobre 1929[5].
- Maison, 25 rue du Change : les façades et les arcades sont inscrites au titre des monuments historiques par arrêté du 3 octobre 1929[6].
- Maison, 27 rue du Change : les façades et les arcades sont inscrites au titre des monuments historiques par arrêté du 3 octobre 1929[7].

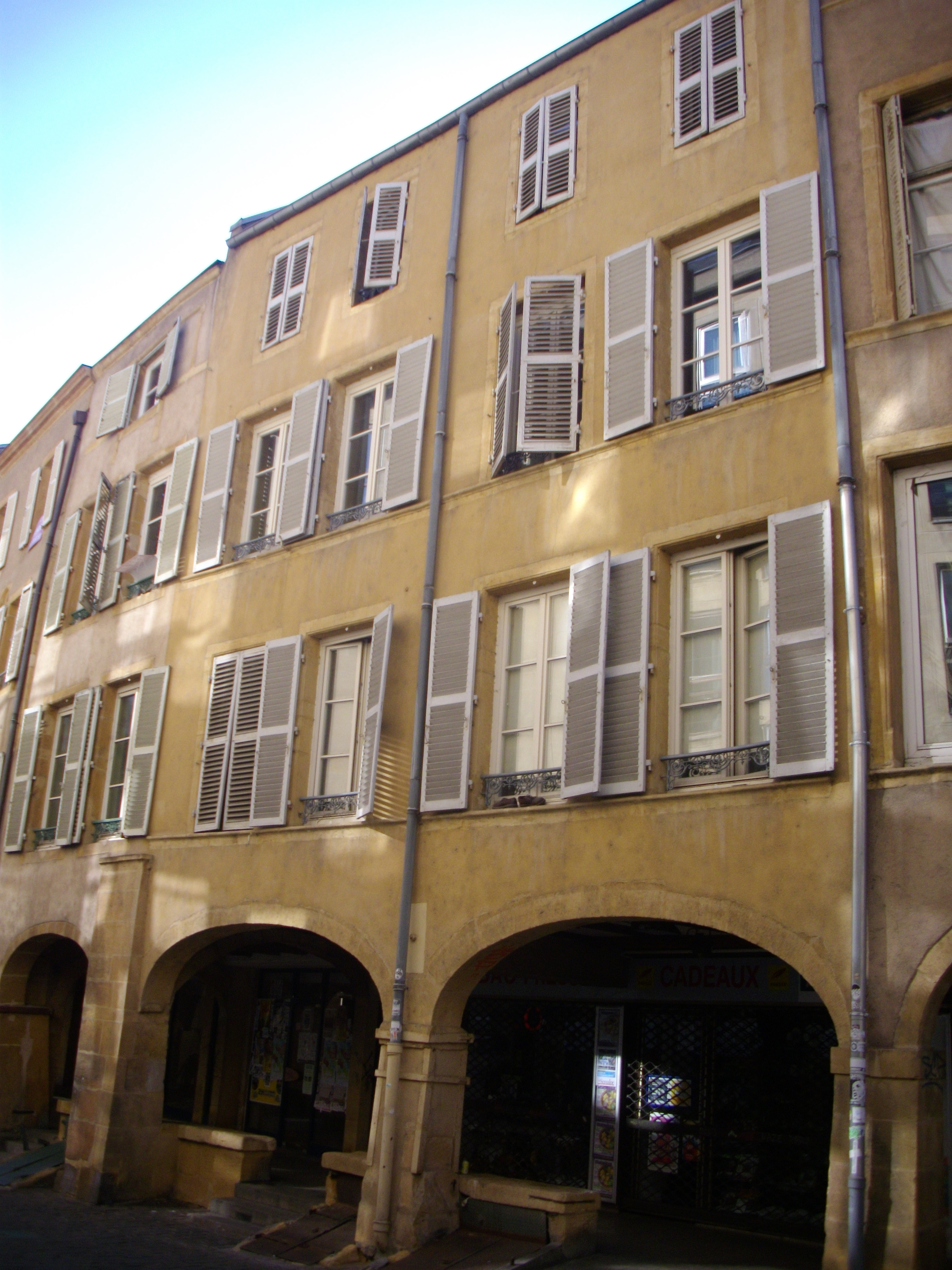
Maison, 19 rue du Change.
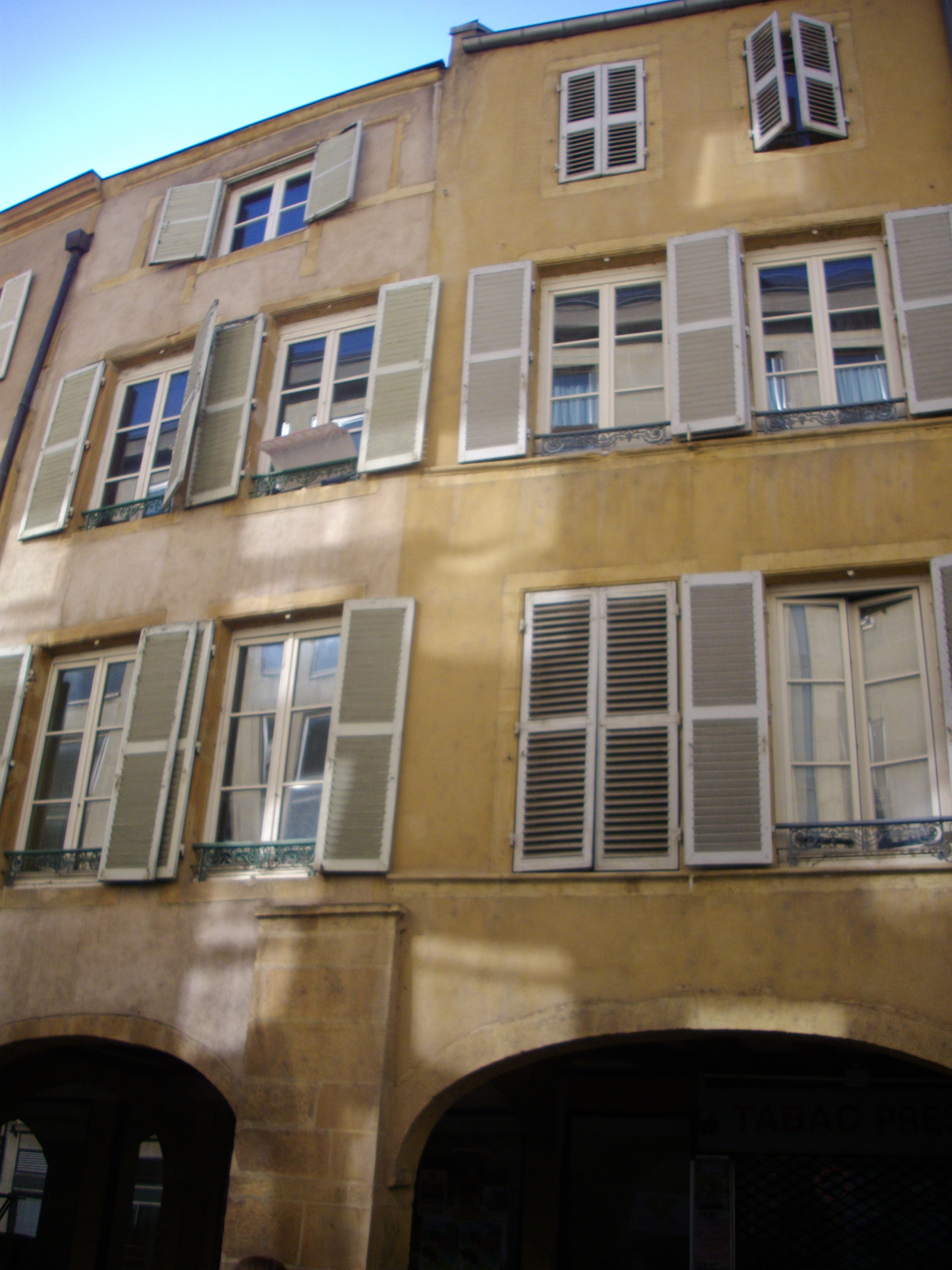
Maison, 21 rue du Change.
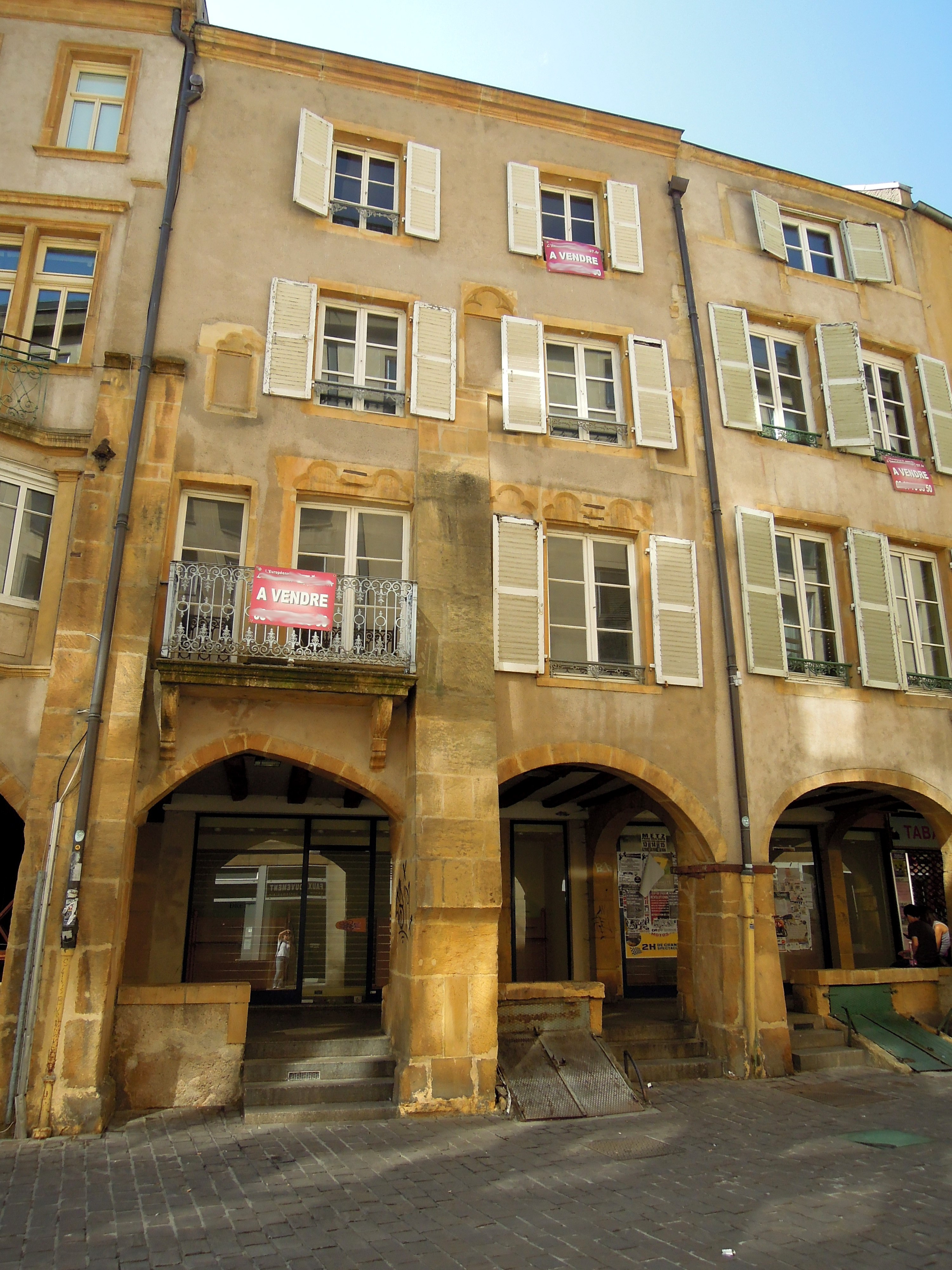
Maison, 25 rue du Change.
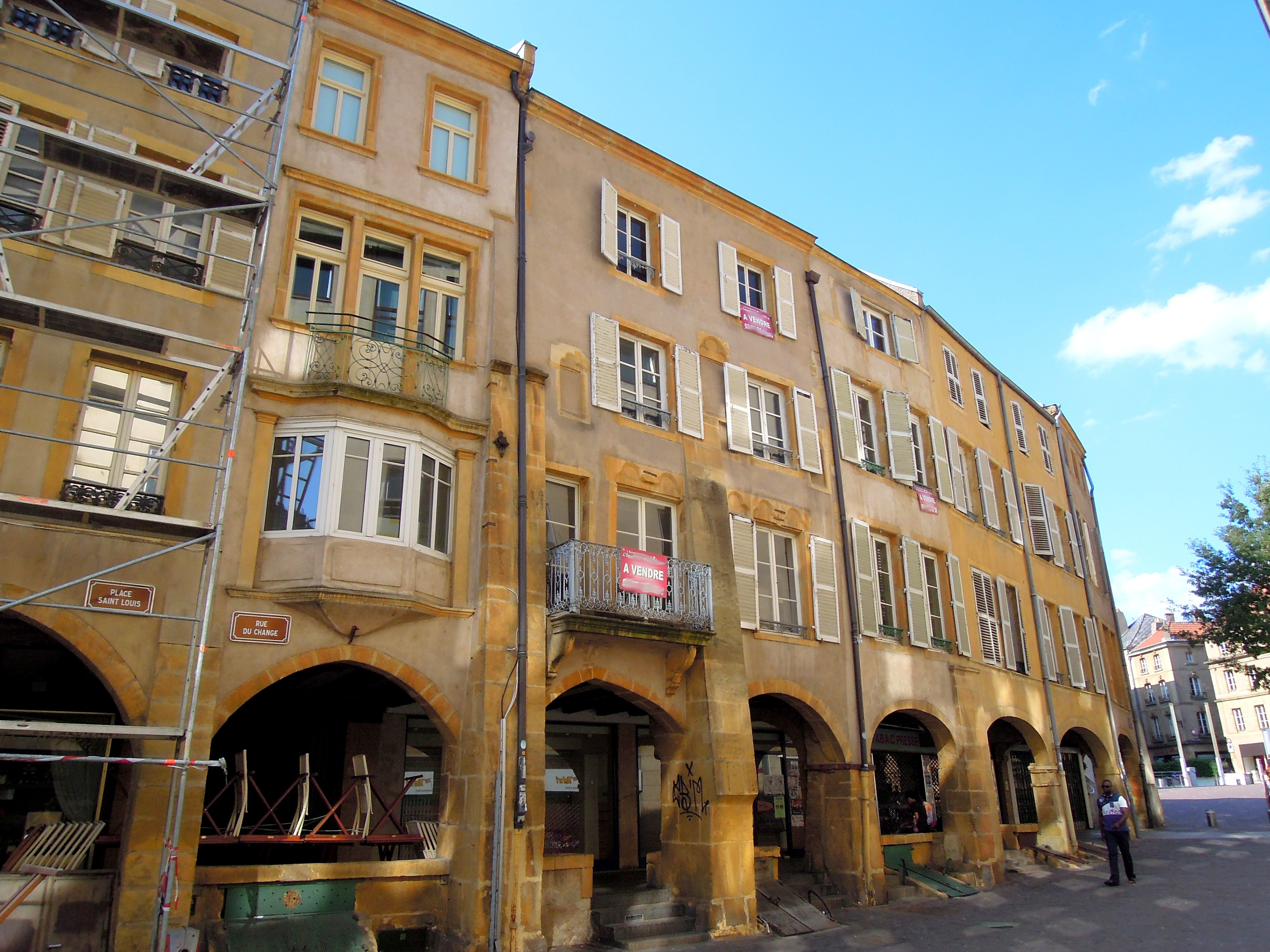
Maison, 27 rue du Change.